# Raniero Nicolai
Raniero Nicolai (ur. 5 października 1893, zm. 2 kwietnia 1958 w Rzymie) – włoski poeta, medalista olimpijski.
Zdobył złoty medal w kategorii literatura w Olimpijskim Konkursie Sztuki i Literatury w Antwerpii za utwór Canzoni olimpiche (Piosenki olimpijskie).